# Großsteingrab Venslev Marker 12
Das Großsteingrab Venslev Marker 12 ist eine megalithische Grabanlage der jungsteinzeitlichen Nordgruppe der Trichterbecherkultur im Kirchspiel Ferslev in der dänischen Kommune Frederikssund.

## Lage
Das Grab liegt nordöstlich des Waldgebiets Sømer Skov und südlich von Kyndby Huse auf einem Feld. Der Standort liegt in einer Senke. In der näheren Umgebung gibt bzw. gab es zahlreiche weitere megalithische Grabanlagen.

## Forschungsgeschichte
In den Jahren 1873 und 1942 führten Mitarbeiter des Dänischen Nationalmuseums Dokumentationen der Fundstelle durch. Eine weitere Dokumentation erfolgte 1989 durch Mitarbeiter der Forst- und Naturbehörde.

## Beschreibung

### Architektur
Die Anlage besaß ursprünglich eine Hügelschüttung, über die aber nichts bekannt ist. Die Grabkammer ist als Urdolmen anzusprechen. Sie ist nordwest-südöstlich orientiert und hat einen rechteckigen Grundriss. Sie hat eine Länge von 1,7 m, eine Breite von 1,1 m und eine Höhe von 1,1 m. Die Kammer besteht aus je einem Wandstein im Nordwesten, Nordosten und Südwesten. Die südöstliche Schmalseite ist offen. Auf den Wandsteinen ruht ein Deckstein.

### Funde
Im Bericht von 1873 wurde vermerkt, dass der Vorbesitzer des Hofs beim Abtragen der Hügelschüttung drei Feuerstein-Beile gefunden hatte. Ihr Verbleib ist unbekannt.